# Viriathus
Viriathus (okolo 180 př. n. l. – 139 př. n. l., portugalsky Viriato) byl prý původně prostým pastýřem, nakonec se však stal vůdcem významného povstání keltiberského kmene Lusitánů proti Římanům. Je pokládán za znamenitého gerilového bojovníka a po své smrti se stal symbolem boje utlačovaného národa za svobodu. V Portugalsku je dodnes považován za národního hrdinu.

## Dobytí Hispánie Římany a vzpoury proti nim
Po druhé punské válce se Římané pevně usadili na Pyrenejském poloostrově. V roce 197 př. n. l. zde zřídili dvě provincie (Hispánii Bližší a Hispánii Vzdálenější) a připojili tak tuto zemi k římské říši. Proti tomu se však od počátku silně bouřily místní keltiberské kmeny. První povstání (tzv. keltiberská válka v letech 197 až 179 př. n. l.) bylo poraženo. V roce 154 př. n. l. začalo pak nové velké povstání proti Římanům, tzv. hispánská válka. Hlavní fáze války bývá označována jako „válka s Viriathem“. Rovněž je toto povstání označováno za tzv. „numantskou válku“, podle hispánského oppida Numantie, jednoho z center odporu proti Římanům.
Nejprve se vzbouřily pod vedením jistého Punica keltiberské kmeny Bellů a Avaků, kterým se podařilo dosáhnout nad Římany významného vítězství. Brzy poté se vzbouřil také jiný keltiberský kmen – Lusitánové. 23. srpna 153 př. n. l. byl u Numantie přepaden konzul Quintus Fulvius Nobilitor a v následném boji ztratil celou legii. O tři roky později velel římskému vojsku v Hispánii praetor Servius Sulpicius Galba, který vytáhl z dnešní Andalusie na sever proti Lusitánům. Obávající se vypálení své země Římany, vyslali k němu Lusitánové vyjednávače. Galba je přijal zdvořile, zastavil ofenzívu a slíbil jim přidělit území k obývání. Avšak tato nabídka se ukázala být léčkou. Když neozbrojení Lusitánové, včetně Viriatha, požadovali zemi slíbenou Galbou, bylo mnoho z nich věrolomně povražděno. Viriathus byl jedním z těch, kterým se podařilo tomuto krveprolití uniknout. Po návratu do Říma Galba za toto své jednání jen stěží unikl obžalobě.

## Válka s Lusitány
Viriathus nikdy nezapomněl Římanům tuto zradu a později když někteří lusitánští předáci navrhovali dohodnout se s Římany, připomněl jim Viriathus někdejší Galbův úskok, načež se předáci rozhodli vést s Římany válku, což Lusitánové přijali s nadšením. Tak se v roce 147 př. n. l. Viriathus stal vůdcem kmene a Římané v něm záhy nalezli svého nejnebezpečnějšího soupeře v Hispánii. Poněvadž byli Římané lépe vyzbrojení, rozhodl se Viriathus nestavět se jim přímo a riskovat tak porážku v otevřeném poli, ale demoralizovat je gerilovou taktikou a rychlými a překvapivými útoky ze zálohy je dorážet.
Úspěch se dostavil okamžitě. Jeho armáda dokázala v témže roce Římany porazit a dobyla pak celé údolí řeky Baetis. Na to vyslal senát do Hispánie konzula Quinta Fabia Maxima, jenž byl bratrem Scipiona Africana mladšího. Tomu se nejprve podařilo nad Viriathem zvítězit. Potom ale Viriathus Římanům uštědřil nejdrtivější porážku v bitvě u Baeculy (143 př. n. l.), po níž se Římané museli stáhnout až do Córdoby. V roce 140 př. n. l. Viriathus vlákal do léčky jiného římského konzula, Fabia Maxima Serviliana a více než 3000 Římanů padlo na bitevním poli. Římané pak museli přijmout ponižující mírovou smlouvu.

## Viriathova smrt a porážka
Uznali Viriatha za nezávislého vládce Lusitánů a byl mu dokonce přiznán čestný titul „přítel římského lidu“. Již v následujícím roce porušil ale nový římský velitel Quintus Servilius Caepio sjednaný mír. Caepio následně podplatil Viriathovy vyslance, kteří Viriatha poté poblíž místa jménem Lorica (dnešní Viseu, Portugalsko) zavraždili, zatímco spal. Po Viriathově smrti se povstání rychle zhroutilo. Nejvážnější hrozba římské vládě v Hispánii tak byla zažehnána.
Samotná Numantie se ale ještě nevzdala. V roce 134 př. n. l. převzal velení nad vojskem v Hispánii Scipio Africanus mladší a teprve v létě následujícího roku Numantii dobyl. Obyvatelstvo prodal do otroctví a město nechal zbořit, čímž byla válka v Hispánii ukončena.
Po vítězství Římanů v hispánské válce už nebyla jejich vláda nad poloostrovem nijak vážně ohrožována. Obě provincie zůstaly však ještě po nějakou dobu neklidné a teprve praetorovi Gaiovi Juliovi Caesarovi se v roce 60 př. n. l. podařilo zlomit poslední odpor keltiberských kmenů.